# 元徳稲荷神社
元徳稲荷神社（げんとくいなりじんじゃ）は、東京都墨田区の神社。

## 歴史
慶長年間（1596年 - 1615年）に創建された。三河国の武士河村徳右衛門は伏見稲荷大社から分霊を勧請し、自邸の屋敷神として稲荷神を祀った。その後、徳川氏の江戸入府及び幕府開設に伴い、河村徳右衛門も江戸に移住、江戸の新邸に稲荷社を移設した。二代目徳右衛門のとき、妻に難性の腫物ができたため、この稲荷に祈願したところ、治癒することができた。このご利益が評判を呼び、河村家の屋敷神から一般に開放された。河村家の手から離れた際、元徳右衛門邸の稲荷ということで「元徳稲荷神社」と呼ばれるようになった。
歌舞伎の九代目市川団十郎の顔面に腫物ができたとき、当社に詣でて祈願したことで治ったという。明治より縁日が開かれるようになった。戦後に一時断絶したが、1973年（昭和48年）に再開された。

## 交通アクセス
- 菊川駅より徒歩6分。